# アセプロマジン
アセプロマジン（英:acepromazine）とは神経遮断薬のひとつ。フェノチアジン誘導体。前頭葉、辺縁系、線条体、視床下部などのドーパミン受容体に作用して、精神安定作用を発揮する。統合失調症、うつ病の治療や麻酔前投与薬として使用される。イヌやネコではブトルファノールと併用して麻酔前投与薬として使用される。副作用として錐体外路症状、体温低下。